# УСТ Хортиця (Травнштайн)
УСТ «Хортиця» (Українське Спортове Товариство «Хортиця») — українське спортивне товариство з німецького містечка Травнштайн.
Діяло від 20 березня 1946 року в польському таборі Кріґслязарет (750 українців, членів товариства 138) як неоформлена спортивна секція під проводом Ярослава Чопика.
Початково товариство плекало лише легку атлетику і з великим успіхом виступило на перших зональних змаганнях в 1946 р., на яких здобуло 2-е місце. Видатною тоді була Ольга Маїк (біг на короткі дистанції) і Євсевський (стрибки). У вересні 1946 р. секція провела легкоатлетичний двозмаг з «Орликом» (Берхтезгаден) з результатом 80:80. Всі інші чинні ланки (волейбол жінок і чоловіків, настільний теніс, шахи і футбол) відбували лише товариські змагання з чужинцями, а з осені 1946 р. футбольна команда змагалася вже в обласній лізі.
У жовтні 1946 року табір перевезено до Діллінгену, через що наступила самоліквідація. В новім таборі було створено 30 жовтня 1946 року нове товариство«Степ».